# Heikko Deutschmann

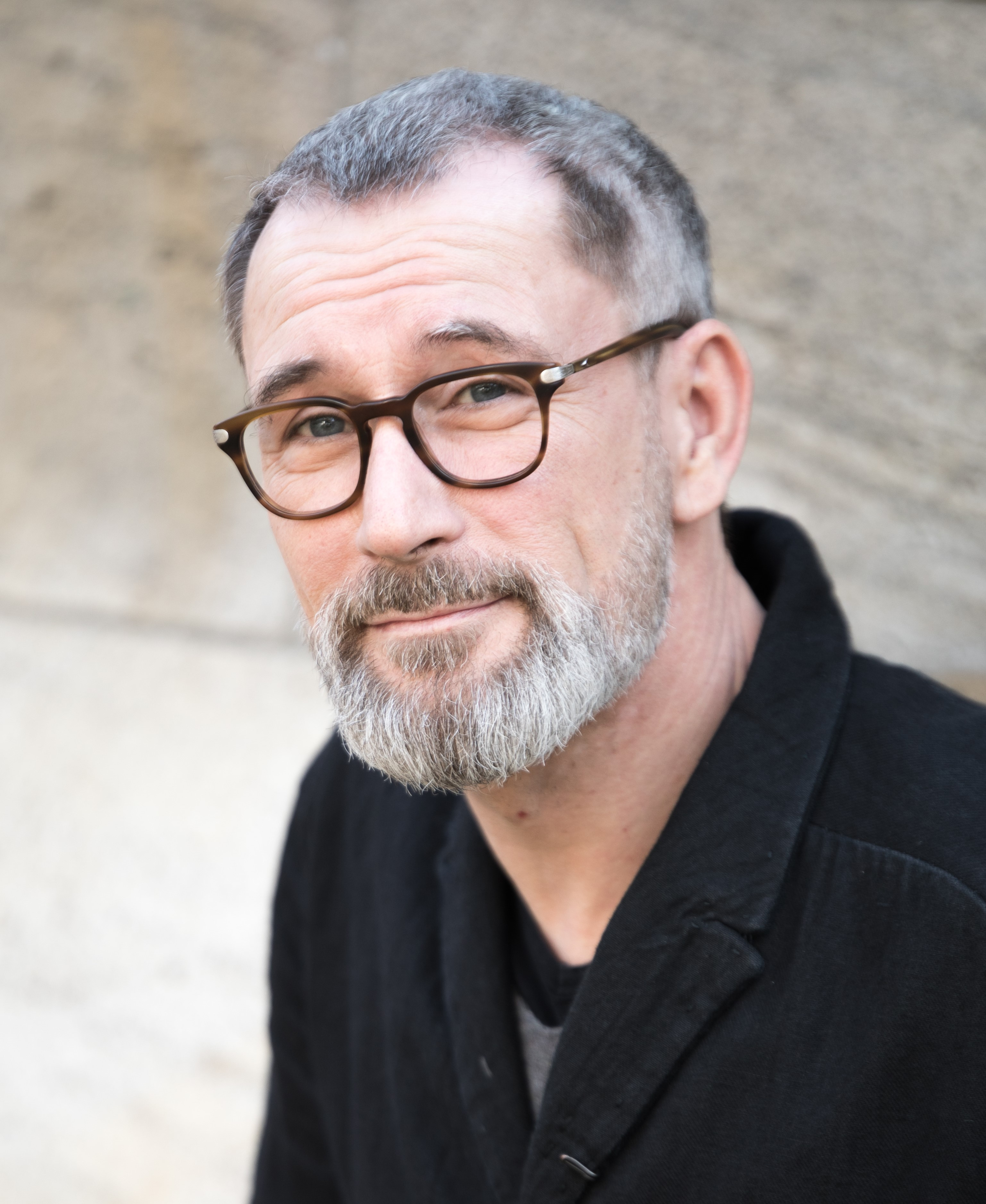
Heikko Deutschmann (2018)

Heikko Deutschmann (* 13. Februar 1962 in Innsbruck) ist ein österreichischer Schauspieler, Autor, Filmemacher sowie Sprecher von Hörspielen und Hörbüchern.

## Leben
Heikko Deutschmann ist der Sohn eines österreichischen Vaters und einer deutschen Mutter, beide Ärzte, und wuchs in Innsbruck, Berlin und Graz auf. In seiner Jugend interessierte er sich für Literatur und Schauspiel und spielte am Schultheater. Außerdem erhielt er Klavier- und Cellounterricht. Von 1977 bis 1979 war er als Fechter Mitglied der Österreichischen Nationalmannschaft und gewann den österreichischen Meistertitel im Säbelfechten, musste aber verletzungsbedingt seine Sportkarriere beenden.
Nach der Matura 1980 begann Deutschmann ein Studium der Germanistik und der Kunstgeschichte an der Universität Graz, entschied sich aber für eine Laufbahn als Schauspieler. Er studierte von 1981 bis 1984 Schauspiel an der Hochschule der Künste Berlin und besuchte von 1996 bis 1998 die Drehbuchakademie der Deutschen Film- und Fernsehakademie Berlin.
Neben seiner Tätigkeit als Schauspieler am Theater sowie bei Film und Fernsehen ist Deutschmann Hörbuchsprecher, macht Live-Lesungen und ist Autor von Drehbüchern, Kurzgeschichten, Essays und Romanen. Er ist Mitglied der Deutschen Filmakademie und der Deutschen Akademie für Fernsehen. Im Jahr 2014 hatte er den Vorsitz der Jury des Deutschen Schauspielerpreises inne.
Deutschmann war Schirmherr der 2006 von der Rummelsberger Diakonie gegründeten Aktion Schutzbengel, die sich für eine bessere Lebenssituation und Zukunftsperspektiven von Kindern und Jugendlichen einsetzte. Er engagiert sich als Schirmherr von Side by Side – Preis für kreative Wege in Arbeit, dem Nachfolgepreis des Schutzbengel-Awards, der 2024 von Initiatoren aus Politik, Wirtschaft, Wissenschaft und Sozialwesen ins Leben gerufen wurde und mit dem Projekte ausgezeichnet werden, die Chancengleichheit und Inklusion fördern.
Von 1987 bis 2005 war er mit der Schauspielerin Heike Falkenberg verheiratet; aus der Ehe stammen die Schauspielerinnen Klara Deutschmann und Marthe Lola Deutschmann. 2007 heiratete er die Schauspielerin Iris Böhm, mit der er 2006 ein Kind bekam.

## Künstlerisches Wirken

### Theater
Sein erstes Theaterengagement hatte Deutschmann von 1983 bis 1985 an der Schaubühne am Lehniner Platz, wo er u. a. in Der Park von Botho Strauß mitwirkte. Nach einer kurzen Tätigkeit am Badischen Staatstheater Karlsruhe (ab 1985) wechselte er an das Thalia Theater in Hamburg (1986–1992) und spielte anschließend am Schauspiel Köln (1992–1993). Am Schauspielhaus Zürich spielte er 1998 den Gigolo Chance Wayne in Süßer Vogel Jugend. Seit 2011 trat er mehrfach am Renaissance-Theater Berlin auf, u. a. 2012 als Kurt Gödel bei der deutschen Erstaufführung von Daniel Kehlmanns Geister in Princeton. In Koproduktionen mit den Ruhrfestspielen Recklinghausen war er 2015 am Théâtre National du Luxembourg und 2016 am Düsseldorfer Schauspielhaus auf der Bühne zu sehen.

### Film und Fernsehen
Sein Kinodebüt gab Deutschmann 1985 mit der Hauptrolle in dem Film Walkman Blues von Alfred Behrens. Der Durchbruch beim deutschen Fernsehen folgte 1995 mit der Hauptrolle in der ZDF-Vorabendserie Der Mond scheint auch für Untermieter. Deutschmann hatte seither Gastrollen in Fernsehserien und in Krimireihen wie Polizeiruf 110 und Tatort sowie zahlreiche Hauptrollen in Fernsehfilmen. Von 2010 bis 2022 war er in der Rolle des Tierarztes Dr. Philip Hansen in der Familienserie Tiere bis unters Dach zu sehen.

### Autor und Filmemacher
1999 gründete Deutschmann die Produktionsfirma Plot, Sweat & Tears (Pst!) GmbH, die er 2008 auflöste. Er schrieb mehrere Drehbücher. 2015 realisierte er als Drehbuchautor, Regisseur und Produzent den Kurzfilm Noch ein Seufzer und es wird Nacht mit Boris Aljinovic, Robert Gallinowski und Axel Werner. Der Film lief auf mehreren internationalen Filmfestivals und gewann beim Nordic International Film Festival 2015 in New York den Preis als „Best narrative short“ und beim London International Filmmaker Festival 2016 in der Kategorie „Best short foreign language film“. Er veröffentlichte einen Tagebuchroman, diverse Kurzgeschichten und Essays. In Zusammenarbeit mit Anne von Canal entstand das Buch I get a bird (2021), ein Briefwechsel zweier fiktiver Charaktere.

### Hörbücher und Lesungen

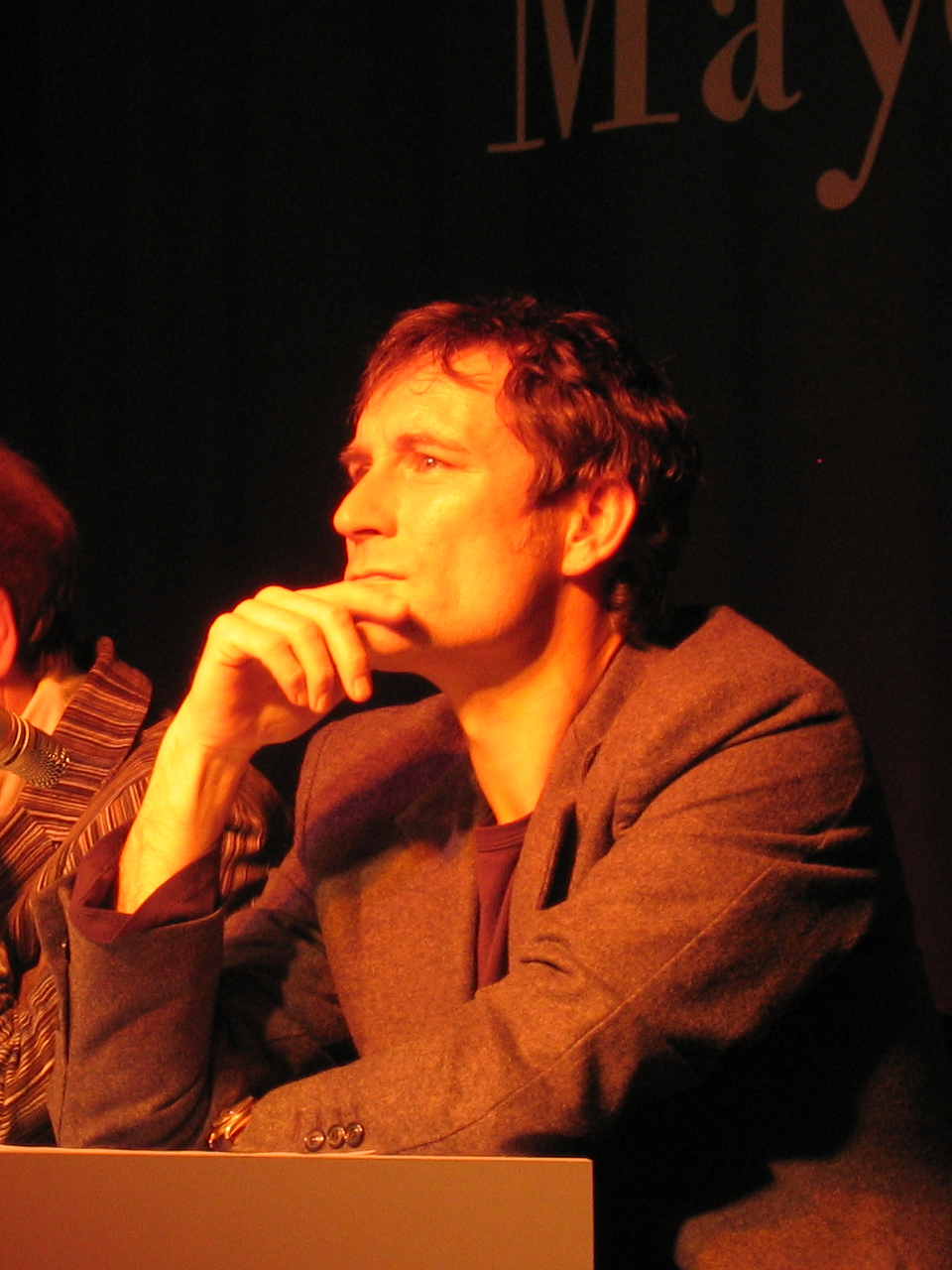
Heikko Deutschmann bei einer Lesung in Köln, 2008

Deutschmann ist ein gefragter Hörbuchsprecher und wirkte bis 2020 an der Produktion von mehr als 170 Hörbüchern mit, darunter über 100 Einzellesungen. Zudem initiierte er eigene Projekte wie die Aufnahmen von Jörg Fausers Der Schneemann und von Jewgenij Samjatins dystopischem Werk Wir.
Außerdem macht Deutschmann Live-Lesungen, unternimmt Lesereisen mit Autoren und tritt in Veranstaltungsreihen auf wie im Philharmonischen Salon der Berliner Philharmoniker und bei der jährlichen Bibel & Bach-Reihe im Sommer in der Jesus-Christus-Kirche in Berlin-Dahlem.

## Theater (Auswahl)
- 1984: Der Park von Botho Strauß, Rolle: 2. Junge, Regie: Peter Stein, Berliner Schaubühne
- 1986: Hamlet von William Shakespeare, Rolle: Laertes/Fortinbras, Regie: Jürgen Flimm, Thalia Theater Hamburg
- 1987: Ein Sommernachtstraum von William Shakespeare, Rolle: Lysander, Regie: Jürgen Gosch, Thalia Theater Hamburg
- 1987: Parzival. Auf der anderen Seite des Sees von Tankred Dorst/Robert Wilson, Rolle: Roter Ritter, Regie: Robert Wilson, Thalia Theater Hamburg
- 1988: Liebelei von Arthur Schnitzler, Rolle: Fritz Lobheimer, Regie: Jürgen Flimm, Thalia Theater Hamburg
- 1988: Clavigo von Johann Wolfgang von Goethe, Rolle: Carlos, Regie: Alexander Lang, Thalia Theater Hamburg
- 1989: Dantons Tod von Georg Büchner, Rolle: Lacroix, Regie: Ruth Berghaus, Thalia Theater Hamburg
- 1991: Im Dickicht der Städte von Bertolt Brecht, Rolle: Wurm, Regie: Ruth Berghaus, Thalia Theater Hamburg
- 1991: Les Caprices de Marianne von Alfred de Musset, Rolle: Ottavio, Regie: Werner Schroeter, Thalia Theater Hamburg
- 1992: Schade, daß sie eine Hure ist von John Ford, Rolle: Giovanni, Regie: Michael Bogdanov, Schauspiel Köln
- 1993: Phädra von Jean Racine, Rolle: Hippolyte, Regie: Torsten Fischer, Schauspiel Köln
- 1998: Süßer Vogel Jugend von Tennessee Williams, Rolle: Chance Wayne, Regie: David Mouchtar-Samorai, Schauspielhaus Zürich
- 2011: Betrogen von Harold Pinter, Rolle: Jerry, Regie: Torsten Fischer, Renaissance-Theater Berlin
- 2012: Geister in Princeton von Daniel Kehlmann, Rolle: Kurt Gödel, Regie: Torsten Fischer, Renaissance-Theater Berlin, deutsche Erstaufführung
- 2013: Der ideale Mann von Wilde/Jelinek, Rolle: Sir Robert Chiltern, Regie: Torsten Fischer, Renaissance-Theater Berlin
- 2015: Haus auf dem Land von Donald Margulies, Rolle: Elliot Cooper, Regie: Guntbert Warns, Renaissance-Theater Berlin, europäische Erstaufführung
- 2015: Flucht nach Ägypten von George Tabori, Rolle: Franz Engel, Regie: Frank Hoffmann, Théâtre National du Luxembourg/Ruhrfestspiele Recklinghausen, europäische Erstaufführung
- 2016: Das Blau in der Wand von Tankred Dorst, Rolle: Er, Regie: David Mouchtar-Samorai, Ruhrfestspiele Recklinghausen/Düsseldorfer Schauspielhaus, Uraufführung
- 2018: Präsidenten-Suite. Ein modernes Märchen von John T. Binkley, Rolle: Jordan Pershing,  Regie: Guntbert Warns, Renaissance-Theater Berlin, deutsche Erstaufführung
- 2023–2024: Die Weihnachtsfeier – In der Filiale brennt noch Licht von Peter Jordan, durchgesehen und ergänzt von Leonhard Koppelmann, Rolle: Herr Meier, Regie: Leonhard Koppelmann und Peter Jordan, Renaissance-Theater Berlin, Uraufführung

## Filmografie (Auswahl)
- 1985: Walkman Blues
- 1990: Bismarck (Fernsehdreiteiler)
- 1992: Der demokratische Terrorist (Den demokratiske Terroristen)
- 1994: Freunde fürs Leben (Fernsehserie, Folge Herzschuss, Zweiteiler)
- 1994: Rotwang muß weg!
- 1995: Rosamunde Pilcher: Sommer am Meer (Fernsehreihe)
- 1995: Rosa Roth – Lügen (Fernsehreihe)
- 1995–1997: Der Mond scheint auch für Untermieter (Fernsehserie, 25 Folgen)
- 1997: Zwei Brüder: Nervenkrieg (Fernsehreihe)
- 1998: Rosamunde Pilcher: Heimkehr (Coming Home)
- 1998: Im Namen des Gesetzes (Fernsehserie, Folge Der letzte Schlag)
- 1998: Der Laden (Fernsehdreiteiler, Teil 1 und 2)
- 1998: Polizeiruf 110: Rot ist eine schöne Farbe (Fernsehreihe)
- 2000: Der letzte Zeuge (Fernsehserie, Folge Ein Mann kommt zurück)
- 2001: Polizeiruf 110: Gelobtes Land
- 2001: Planet der Kannibalen
- 2001: Der Bulle von Tölz: Tödliches Dreieck (Fernsehserie)
- 2002: Operation Rubikon (Fernsehzweiteiler)
- 2002: Brücken der Liebe (Fernsehfilm)
- 2002: Zwei Seiten der Liebe (Fernsehfilm)
- 2002: Doppelter Einsatz (Fernsehserie, Folge Herz der Finsternis)
- 2002: Polizeiruf 110: Um Kopf und Kragen
- 2003: Berlin – Eine Stadt sucht den Mörder (Fernsehfilm)
- 2003: Sternzeichen (Fernsehfilm)
- 2004: Tatort: Eine ehrliche Haut (Fernsehreihe)
- 2004: Tatort: Heimspiel
- 2005: Kanzleramt (Fernsehserie, 12 Folgen)
- 2005: In Sachen Kaminski (Fernsehfilm)
- 2005: Blindes Vertrauen (Fernsehfilm)
- 2005: Endlich Urlaub! (Fernsehfilm)
- 2008: Die Gerichtsmedizinerin (Fernsehserie, 8 Folgen)
- 2009: Ein Hausboot zum Verlieben (Fernsehfilm)
- 2009: Donna Leon – Wie durch ein dunkles Glas (Fernsehreihe)
- 2009: Tatort: Tödlicher Einsatz
- 2010: Inga Lindström: Mein falscher Verlobter (Fernsehreihe)
- 2010–2022: Tiere bis unters Dach (Fernsehserie)
- 2011: Die Minensucherin (Fernsehfilm)
- 2011: Polizeiruf 110: Ein todsicherer Plan
- 2011: Ein starkes Team: Gnadenlos (Fernsehreihe)
- 2011: Alle Zeit der Welt (Fernsehfilm)
- 2012: Inga Lindström: Ein Lied für Solveig
- 2013: Helden – Wenn dein Land dich braucht (Fernsehfilm)
- 2013: Blutgeld (Fernsehfilm)
- 2014: Die Familiendetektivin (Fernsehserie, 10 Folgen)
- 2014: Tatort: Vielleicht
- 2014: 1864 – Liebe und Verrat in Zeiten des Krieges (1864, Fernsehserie, 6 Folgen)
- 2014: Alarm für Cobra 11 – Die Autobahnpolizei (Fernsehserie, Folge Der Beschützer)
- 2015, 2020: SOKO München (Fernsehserie, verschiedene Rollen, 2 Folgen)
- 2015: Noch ein Seufzer und es wird Nacht (Kurzfilm; als Drehbuchautor, Regisseur und Produzent)
- 2016: Inga Lindström: Zurück ins Morgen
- 2016: Das Märchen vom Schlaraffenland (Fernsehfilm)
- 2016: Mein Sohn, der Klugscheißer (Fernsehfilm)
- 2017: Marie Brand und der Liebesmord (Fernsehreihe)
- 2017–2018: In aller Freundschaft (Fernsehserie, 7 Folgen)
- 2018: Mein ist die Rache (Kurzfilm)
- 2018: Der Staatsanwalt (Fernsehserie, Folge Im Netz der Spinne)
- 2019: Tonio & Julia: Schuldgefühle (Fernsehreihe)
- 2020: Bettys Diagnose (Fernsehserie, Folge Antenne des Herzens)
- 2021: Notruf Hafenkante (Fernsehserie, Folge Wahre Liebe)
- 2021: Letzte Spur Berlin (Fernsehserie, Folge Heckenkrieg)
- 2022: Ein starkes Team: Abgestürzt (Fernsehreihe)
- 2022–2023: Wendehammer (Fernsehserie, 12 Episoden)
- 2022: Marie fängt Feuer: Ungewisse Zukunft (Fernsehreihe)
- 2022: Landkrimi – Steirergeld (Fernsehreihe)
- 2023: Die Toten vom Bodensee – Nemesis (Fernsehreihe)
- 2023: Theresa Wolff – Der Thüringenkrimi: Der schönste Tag (Fernsehreihe)
- 2023: Das Rad der Zeit (The Wheel of Time, Fernsehserie, 4 Episoden)
- 2024: What a Feeling
- 2024: Friesland – Sterneduell (Fernsehreihe)

## Hörspiele (Auswahl)
- 1984: Der unsichtbare Film von Alfred Behrens, Regie: Alfred Behrens, Radio Bremen
- 1989: Riabouschinska. Tod einer Puppe von Ray Bradbury, Regie: Norbert Schaeffer, NDR und SDR
- 1991: Die Mutter – Durchsagen ohne Gewähr von Klaus Stephan, Regie: Robert Matejka, NDR und ORF-W
- 2005: Tod auf der Warteliste von Veit Heinichen, 2-teiliges Hörspiel, Regie: Harald Krewer, NDR
- 2006: Der Garten von Andrea Canobbio, 2-teiliges Hörspiel, Regie: Annette Kurth, WDR
- 2007: Der letzte Held von Samit Basu, 3-teiliges Hörspiel, Regie: Annette Kurth, WDR
- 2008: Geschichten für den kranken Liebling von Franziska Groszer, 6-teiliges Hörspiel, Regie: Christoph Pragua, WDR
- 2008: Outside Inn von Andreas Jungwirth, Regie: Harald Krewer, Deutschlandradio Kultur
- 2010: Variationen über das Kraepelin-Modell. Oder Das semantische Feld des Kaninchenschmorbratens von Davide Carnevali, Regie: Ulrike Brinkmann, Deutschlandradio Kultur und SR
- 2012: Im freien Fall von Robert Crais, Regie: Annette Kurth, WDR
- 2016: Jobcenter von Enzo Cormann, Regie: Leonhard Koppelmann, Deutschlandradio Kultur
- 2016: Manhattan Transfer von John Dos Passos, 3-teiliges Hörspiel, Regie: Leonhard Koppelmann, DLF und SWR, 2. Teil: Edle Dame auf weißem Ross und 3. Teil: Die fröhliche Stadt, die so sicher wohnte
- 2017: Gold. Revue von Jan Wagner, Regie: Leonhard Koppelmann, DLF und SWR
- 2018: Des Teufels langer Atem von Robert Weber, 4-teiliges Hörspiel, Regie: Annette Kurth, WDR, 2. Teil: The Man who fooled Houdini
- 2019: Der Augenjäger von Sebastian Fitzek, Regie: Johanna Steiner, Audible Studios
- 2021/2023: Sherlock & Watson. Neues aus der Baker Street (Fall 8–13 und 15) von Viviane Koppelmann, Regie: Viviane Koppelmann, DAV
- 2021: Ich will kein Engel sein von Frauke Angel, Regie: Leonhard Koppelmann, RBB
- 2022: Echos Kammern von Iris Hanika, Regie: Leonhard Koppelmann, SWR
- 2022: I Get a Bird – Ein akustischer Briefwechsel von Anne von Canal und Heikko Deutschmann, 10-teiliges Hörspiel, Regie: Leonhard Koppelmann, HR
- 2023: Sörensen sieht Land von Sven Stricker, 2-teiliges Hörspiel, Regie: Sven Stricker, DLF Kultur
- 2024: Hard Land von Benedict Wells, 3-teiliges Hörspiel, Regie: Leonhard Koppelmann, HR/NDR/SRF
- 2025: Gnadenlos – Ein True Crime-Hörspiel (Fall 2: Der Hochstapler Jürgen Harksen) von Johanna Steiner, Regie: Johanna Steiner, Europa Next

## Schriften (Auswahl)
- Simone Signoret. In: Frauen, die wir liebten. Filmdiven und ihre heimlichen Verehrer, Hrsg. Freddy Langer, Elisabeth Sandmann Verlag, München 2008, S. 113, ISBN 978-3-938045-32-9; Neuauflage = Frauen, die wir lieben. Filmdiven und ihre heimlichen Verehrer, Insel Verlag, Berlin 2015, ISBN 978-3-458-36114-5.
- My Rainy Day Fun. In: Irgendwo ins grüne Meer. Geschichten von Inseln, Arche Verlag, Hrsg.: Isabel Bogdan, Anne von Canal, Hamburg 2016, S. 83–101, ISBN 978-3-7160-2743-1; Neuauflage = Irgendwo ins grüne Meer. Das Insel-Lesebuch,  Arche Verlag, Hamburg 2018, ISBN 978-3-7160-4010-2.
- unter dem Pseudonym Alexander Nachtweih: Kanzleramt: Aufzeichnungen eines Insiders, Egmont Vgs, Köln 2005, ISBN 978-3-8025-3464-5.
- mit Anne von Canal: I get a bird. Mareverlag, Hamburg 2021. ISBN 978-3-86648-682-9.
- Der Geist der Zwanzigerjahre aus fünf Jahrhunderten. In: 33. Internationale Fredener Musiktage. 27. Juli – 6. August 2024. Thema: „Zwanzigerjahre“. Festivaljournal, S. 16–18.

## Preise
- 2006: Osterwold, Sprecherpreis des Hörbuchverlags Hörbuch Hamburg[25]
- 2015: „Best Narrative Short“ beim Nordic International Film Festival in New York für seinen Kurzfilm Noch ein Seufzer und es wird Nacht (Drehbuch, Regie und Produktion)
- 2016: „Best Short Foreign Language Film“ beim London International Filmmaker Festival in London für seinen Kurzfilm Noch ein Seufzer und es wird Nacht